# Setge de Tir
El setge de Tir va ser un setge a la ciutat esmentada –una base costanera estratègica al mar Mediterrani– orquestrat per Alexandre el Gran el 332 aC durant la seva campanya contra els perses. L'exèrcit macedoni no va poder capturar la ciutat amb mètodes convencionals, ja que es trobava a una illa i les muralles arribaven fins al mar. Per tant, Alexandre va establir el bloqueig i setge de Tir durant set mesos, pla que va concloure amb èxit. Aquesta victòria va ser un dels capítols més importants de la campanya del conqueridor a Àsia.
Alexandre el Gran va ordenar als seus enginyers que utilitzessin la runa de la ciutat abandonada al continent per construir una calçada elevada i, un cop a prop de les muralles, empraria la seva maquinària de setge tant des de la calçada com des dels seus vaixells i així castigar i finalment enderrocar les fortificacions. Es diu que el rei macedoni estava tan furiós per la defensa de Tir i la pèrdua dels seus homes que va destruir mitja ciutat. Segons Arrià, les baixes entre els tirians van ser d'uns vuit mil homes, mentre que els macedonis en van perdre quatre cents. Alexandre va perdonar al rei i la seva família, però els 30.000 habitants i estrangers van ser capturats i venuts com esclaus.

## Tir
En aquesta època, Tir era la més important ciutat estat fenícia, amb prop de 40.000 habitants, i estava dividida en dues parts: la Ciutat Nova o illa de Tir, situada a un illot a vuit cents metres de la costa i la Ciutat Vella o Tir continental, situada a la vora del litoral.
L'illa de Tir estava envoltada per unes formidables muralles que arribaven a assolir els 45 metres d'alçada a la zona davant la costa, a més tenia dos ports, anomenats al Port Egipci (situat al nord) i el Port de Sidó (situat al sud) i estava unida al petit illot de Melcart, on hi havia el temple de Melcart, la deïtat més important de Tir.

## Antecedents
El primer gran setge de Tir va ser fet per les tropes babilòniques del rei Nabucodonosor II, que van haver d'esperar tretze anys per signar la pau amb la ciutat el 574 aC, en aquest temps, no van poder amb la petita illa, que després es va fortificar cada vegada més fins a fer-se gairebé invencible.
Ja a l'època d'Alexandre el Gran, la flota de Tir estava en millor situació que la que donava suport als macedonis i proveïa a l'illa de subministraments que venien des de Cartago, de manera que els tirians es van considerar invulnerables. D'altra banda, el rei Tirio estava absent, ja que estava al servei de la flota persa.
Alexandre el Gran venia des de Sidó i, abans d'ingressar a Tir, va rebre la benvinguda dels generals tirians, el que va fer sospitar al macedoni, que els va fer saber que volia entrar i oferir un sacrifici al Temple de Melcart - Hèrcules que es trobava a l'illa, el que li va ser negat, ja que els tirians no volien que entressin ni perses ni macedonis en el seu temple mentre els problemes entre Alexandre el Gran i Dario no estiguessin resolts, fet que no li va agradar per res al macedoni. Una segona ambaixada va tenir menys èxit, ja que els seus membres van ser assassinats en ser llançats des de dalt de les muralles, de manera que Alexandre el Gran es va entestar a aconseguir el que els babilonis no van poder, la conquesta de l'illa.
Alexandre el Gran sabia que aquest objectiu era necessari si volia assegurar el domini sobre la costa mediterrània, el que li permetria marxar cap a l'orient sense el temor que els perses portessin la guerra a Grècia. El setge a l'illa va durar aproximadament set mesos (de gener a agost de 332 aC).

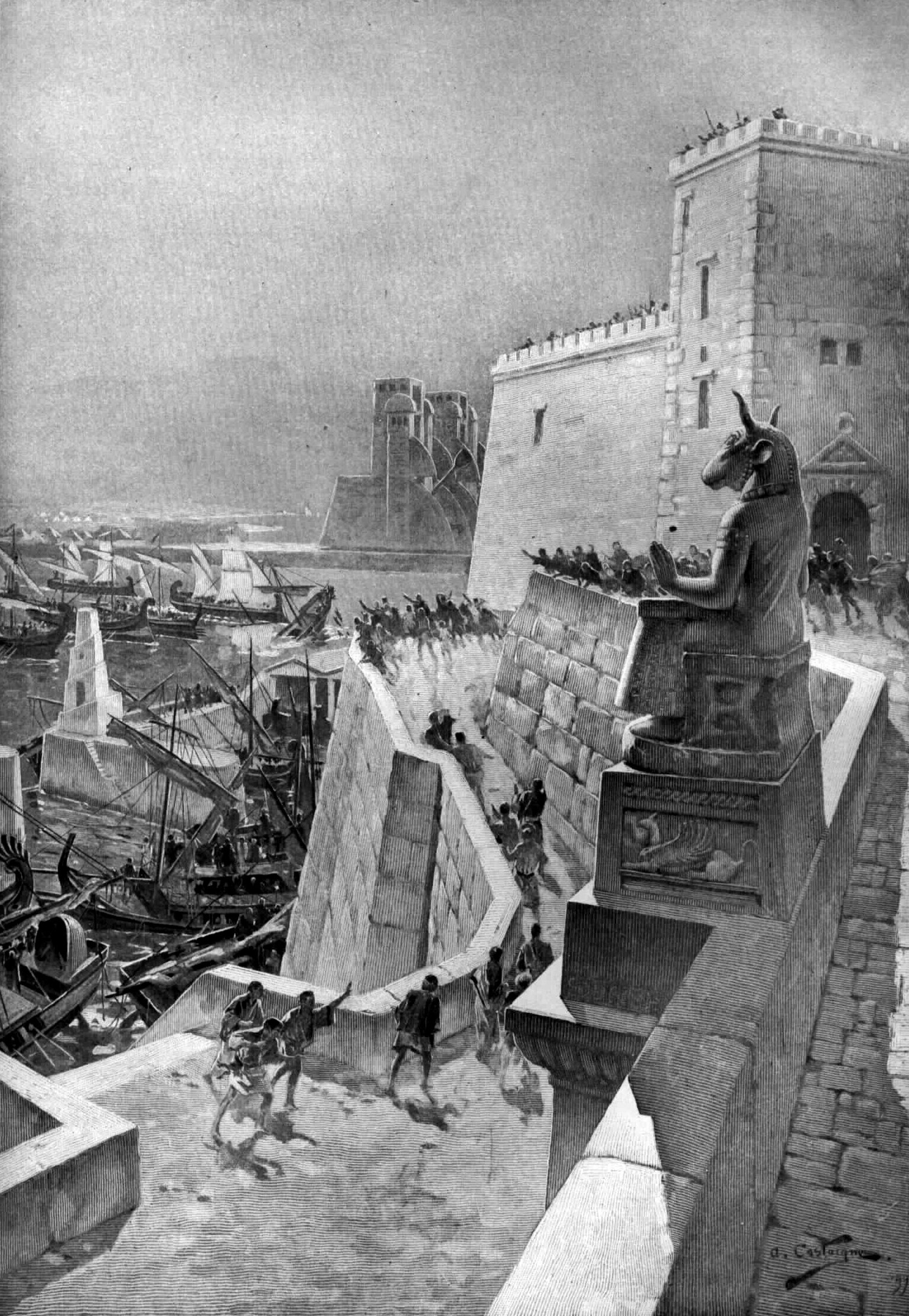
Acció naval durant el setge de Tir, per Andre Castaigne.

## Comença el setge
Tir controlava el mar amb la seva flota i l'única manera d'aproximar-se l'illa era travessant, tasca que Alexandre el Gran no podia fer, ja que la seva armada es trobava molt lluny. Així doncs, va reunir als seus enginyers, al capdavant dels quals es trobava el genial Diada de Larissa i va decidir que la millor manera d'assaltar Tir era construint un espigó de terra i pedra que unís l'illa amb terra ferma.
Alexandre el Gran va ser un sobirà cultivat i intel·ligent, que sempre llegia els manuscrits dels historiadors antics per aprendre d'ells i aplicar els seus coneixements als reptes que es presentaven davant la seva vida bèl·lica. En iniciar l'empresa asiàtica, havia estudiat atentament els textos de Xenofont i, en trobar davant Tir, va saber aprofitar a la perfecció les anotacions històriques que el sicilià Filist havia fet sobre les campanyes militars de Dionís de Siracusa, que durant les seves campanyes militars contra els cartaginesos s'havia topat amb una ciutat molt similar a Tir. Es tractava de Mòtia, un enclavament situat en una petita illa, la qual va prendre unint-la a Sicília mitjançant una gran llengua de terra que van construir centenars d'auxiliars.
Alexandre el Gran es va procurar milers d'auxiliars civils i van començar les tasques de construcció; per a això, es va enderrocar per complet la Ciutat Vella de Tir, llançant les tones de runes al mar. Els enginyers clavar altes estaques de fusta en el llit marí, que tenia poca profunditat, i les van unir amb taules, delimitant les vores de l'espigó que uniria el continent amb l'illa. En un principi, els tirians van observar les obres d'enginyeria amb escepticisme, ja que havien resistit tretze anys de setge babiloni, però el rei babiloni no era Alexandre el Gran, qui estava disposat a prendre l'illa costés el que costés.
La llengua de terra va començar a avançar i els tirians van realitzar les primeres maniobres per combatre'l. En primer setge, van enviar nedadors experts, que lligaven petites embarcacions a rem a les estaques, arrossegant cap al mar. Així mateix, feien sortides amb els seus vaixells i disparaven amb fletxes i dards als treballadors. Alexandre el Gran va ordenar protegir els operaris amb mampares de pells i fusta, és que els habitants de Tir van muntar catapultes i balístics a l'adarb de les muralles i van començar a llançar tota mena de projectils contra les obres, per la qual cosa el rei macedoni va tornar a respondre construint dues torres de setge a la part frontal del dic les quals, armades amb catapultes, batria les muralles i tractarien d'impedir que els tirians continuessin cosint als treballadors. Però els ciutadans de Tir eren tan incorregibles com perseverants, carregar un vaixell de transport de cavalls, un vaixell enorme, amb sofre, brea, peix ... tot l'inflamable que van trobar i el van llastar de popa, perquè la proa sobresurten de l'aigua. El remolcador amb dos trirrems i el van llançar contra la punta de l'espigó. El brulote, amb la proa elevada, es va muntar sobre el dic i, llavors, un núvol de fletxes incendiàries llançades des de les muralles de la ciutat incendiar el vaixell inflamable, el foc va devorar les dues torres i gran part de les estaques que delimitaven els laterals de l'espigó. L'endemà, una enorme tempesta va acabar per destruir el que quedava de les obres d'enginyeria. L'alegria dels tirians era màxima, la seva ciutat seguia sent invulnerable, ningú podria prendre amb la força de les armes.
Alexandre el Gran, que es trobava sotmetent rebels, va tornar a Tir i va observar desolat la destrucció de l'espigó. Construiria un nou espigó; aquesta vegada, més ample encara i prendria el control del mar. Mentre els treballadors començaven la nova construcció al nord de la vella, protegida dels vents del sud, Alexandre el Gran va partir a reclamar el servei de les flotes de Xipre, Sidó, Biblos i arades, a les quals es van sumar els trirrems d'altres ciutats, així com un únic vaixell natural de Macedònia que, sumat a una armada duns dos cents vaixells, van avançar fins a Tir. La flota tiretes, va emprendre una petita escaramussa contra l'armada macedònia, però després de la pèrdua de diverses naus, es resguarda en els ports. Alexandre havia aconseguit bloquejar a Tir, de manera que ja no podrien arribar subministraments per mar. Si no eren les espases qui rendien Tir, el serien la fam i la set.
Amb la nova situació naval, els tirians depenien de Cartago, a qui havien demanat auxili preveient una situació així, però no sabien si l'ajuda arribaria fins que els vaixells cartaginesos apareguessin a l'horitzó.
Els macedonis van col·locar torres al llarg del nou espigó i protegir els laterals amb mampares fixes, però l'enginy dels illencs no parava, els vaixells que protegien l'espigó estaven ancorats al fons del mar i no tenien remers, només tenien les tripulacions de combat, els tirians van blindar alguns dels seus vaixells i els van llançar contra les embarcacions de defensa, van tallar les cordes de les àncores i les encallaren a la costa. El cabdill hel·lè respongué blindant vaixells propis i utilitzant-ne la defensa dels que protegien el dic. Semblava que els habitants de Tir s'avançaven a tots els moviments del macedoni, qui havia d'estar actuant contínuament a la defensiva.
Els illencs van comprendre que aviat moririen de set i fam si tota la població estava a la ciutat, així que van carregar diversos milers de persones en els seus vaixells i, aprofitant un descuit de la flota que bloquejava els ports, les van evacuar cap a Cartago, desfent també de molts dels seus vaixells de guerra.

## El setge sense fi
Els enginyers macedonis van muntar grans torres de setge en parelles de quadrirremes, que ancoraven al mar, i disparaven amb catapultes allotjades a les torres flotants contra les muralles. Una nova invenció va sortir de les muralles tirians, aquesta vegada es tractava d'unes màquines que llançaven grans troncs contra les torres, va desestabilitzar i li va causar grans danys. El rei va ordenar que les torres batessin les muralles des de més a prop, protegint del tir parabòlic de les màquines. Els de Tir van respondre llançant grans pedres al mar, que impedien a les torres acostar. Llavors, l'armada macedònia va lligar les pedres amb gruixudes sogues, i les va arrossegar lluny de la costa amb la força dels rems. Bussejadors tirians amb dagues van tallar les cordes. Alexandre va respondre substituint cordes per cadenes. Les màquines van poder batre les muralles des de prop, però els defensors van penjar grans sacs plens d'algues per esmorteir l'impacte dels projectils. Els habitants de Tir es defensaven amb unes energies que Alexandre el Gran no havia vist mai, els admirava i alhora sentia una enorme frustració per l'enorme retard que li estava causant aquella petita illa. Per fi la construcció del dic va acabar. Es va cobrir amb humus atapeïda i després es va pavimentar. Les enormes màquines de setge construïdes per Diada de Larissa i els seus enginyers van ser desplaçades pel paviment i van començar a colpejar les muralles. Diades era un enginyer destre en el disseny i construcció de màquines de setge. Ja havia estat enginyer del pare d'Alexandre i havia estat ell qui havia dissenyat les màquines que havien reduït a pols les muralles de la inexpugnable Perint.
Però encara quedaven més sorpreses. Llargues piques acabades en afilades fulles penjaven des de les torres de la ciutat, tallant les cordes que sostenien els ariets, fent caure els seus caps contra l'empedrat. Es va respondre sostre les estructures dels ariets amb fusta fins a les muralles, però els defensors van aconseguir colar sogues amb llaços i elevar els caps dels ariets. Es van protegir encara més els ariets i les muralles van començar a cedir. La situació era desesperada per als tirians. Tot l'enginy de què disposaven es va utilitzar en la defensa. Escalfar sorra de platja en enormes escuts de bronze i van començar a abocar sobre els servidors dels ariets i els soldats. La sorra es colava entre les armadures i les vestidures, abrasant la pell dels macedonis. Simultàniament van elevar l'alçada de les seves muralles amb planxes de fusta. Els ariets i algunes torres de setge flotants enfonsar part de les muralles, de manera que Alexandre el Gran va ordenar un primer atac en el sector de l'espigó. Des de dalt de les torres de setge s'obririen grans comportes que deixarien als homes sobre l'adarb de les muralles. L'atac va començar. Les torres van deixar caure les seves comportes, però grans tridents sorgits de dalt de les muralles les van sostenir a la part alta, sense permetre que caiguessin sobre els merlets. A més, els tirians van llançar grans xarxes de pesca amb llasts, que capturaven i estimbaven als macedonis des de dalt de les torres. Un segon atac en un sector de la muralla molt malmès per les torres flotants també va fracassar.
El rei de Macedònia va ordenar que es batés amb especial intensitat el sector que els vaixells havien enderrocat i poc després va liderar ell mateix un tercer atac. Però aquesta vegada va prendre grans precaucions. Va ordenar que es produïssin atacs simultanis a tots dos ports i que des del dic s'intentés un altre assalt. Aconseguiria atordir, saturar i dispersar els defensors. Van tornar a atacar, amb el rei al capdavant. Aquesta vegada van aconseguir consolidar-se en la muralla. Dos vaixells carregats de hipaspistes i pezhetairoi havien desembarcat amb ell i van reduir els defensors tirians. Ràpidament la flota va atacar els dos ports de Tir amb un renovat esforç i al port sud desembarcar més soldats. La ciutat estava a mercè dels macedonis. Els heralds de Macedònia van començar a anunciar pels carrers que la vida d'aquells que es resguardessin als temples seria respectada, però pocs homes tirians van decidir fer cas. Resistir a cada carrer, cada cantonada, cada plaça i cada racó de la ciutat, van ser massacrats per les expertes tropes helenes. Els últims defensors van morir a l'Agenorium, un temple dedicat al fundador mític de la ciutat. La major part dels supervivents, entre els quals hi havia una ambaixada cartaginesa i nombrosos pelegrins, s'havien arrecerat al Temple de Melcart, i les seves vides van ser respectades.

## Conseqüències
El setge de Tir va ser tan sagnant com desconegut. Només van morir uns vuit cents macedonis, davant els 8.000 tirians que van perdre la vida a la defensa de la seva ciutat, dos mil tirians van ser crucificats al llarg de quilòmetres de platja i 30.000 ciutadans i estrangers van ser venuts com esclaus, però milers de tirians van ser recollits i amagats per l'armada de la veïna ciutat Sidó.
Quan els crits i xiscles es van ofegar a la ciutat, Alexandre el Gran va anar al Temple de Melcart a retre el sacrifici al déu. Es diu que li va oferir la màquina de setge que va acabar d'enderrocar el sector de la muralla des d'on van penetrar els macedonis.
Alexandre el Gran s'havia endarrerit més de set mesos camí cap a Egipte per prendre la petita illa. Si bé, l'exemple de Tir va servir des de llavors per a la resta de ciutats, res podria frenar l'imparable avanç de l'autoproclamat Fill de Zeus .